# Provinciaal dinosauruspark
Het provinciaal dinosauruspark (Engels: Dinosaur Provincial Park) is een beschermd natuurgebied in de Canadese provincie Alberta en is tevens een van de rijkste vindplaatsen van fossielen van dinosauriërs in de wereld. Het park ligt in de Badlands zo'n 200 km ten oosten van Calgary.
Dinosaur Provincial Park ligt nabij de plaatsen Drumheller en Brooks en beslaat een oppervlakte van ruim 73 km2. Gesticht in 1955, dit park werd opgenomen op de Werelderfgoedlijst van de VN in 1979.
Behalve fossiele resten van dinosauriërs beschermt het park ook een uniek ecosysteem waar onder meer coyotes, gaffelbokken, ratelslangen en Canadese ganzen leven. Ook komen in het park cactussen voor.

## Dinosauriërs
De sedimenten van het Park stammen uit het laat Krijt, ongeveer 75 miljoen jaar geleden gevormd en de dinosauriërs die in het park zijn gevonden, en nog steeds gevonden worden, stammen dus ook uit die periode. Er zijn meer dan 35 soorten gevonden, enkele groepen waarvan fossielen zijn geïdentificeerd zijn:
- Tyrannosauridae
- Ceratopia
- Hadrosauridae
- Ankylosauria
- Dromaeosauridae

Verder zijn ook diverse soorten vissen, amfibieën en reptielen gevonden.